# Алто Биобио (резерват)
Национален резерват „Алто Биобио“ (на испански: Reserva Nacional Alto Biobío) е природен резерват в Чили.
Разположен е в най-източната част на басейна на река Био-био, в провинция Малеко, регион Араукания.
Растителността е доминирана от степни видове с разпръснати дървета араукария. Алто Биобио е част от биосферния резерват Араукариас (Araucarias).